# 木村隆之
木村 隆之（きむら たかゆき、1965年1月28日 - ）は、日本の実業家。

## 来歴
1987年に大阪大学工学部を卒業し、同年トヨタ自動車に入社する。海外向けの商品企画や営業といった業務に従事した。在職中にノースカロライナ大学に留学し、MBAを取得する。
2007年にファーストリテイリングにユニクロ営業副本部長として入社したが、2008年には日産自動車に移り、2009年にインドネシア日産社長となる。インドネシア日産では3年で販売を倍増（3万台→6万台／年）、アジアパシフィック日産では販売記録を樹立（36万4千台、2013年度）し、現在に至るまで過去最高販売記録となる。2012年にはアジアパシフィック日産社長兼タイ日産社長に就任した。
2014年にボルボ・カー・ジャパン代表取締役社長に就任。ボルボ・カー・ジャパン在籍中は5年で販売台数40%増、売り上げ80％増を達成。また輸入車初となる日本カー・オブ・ザ・イヤー2連覇を達成。(2017-18XC60, 2019-19XC40)
2020年3月よりボルボ・カー・ジャパン顧問を務めた後、2021年1月よりグループPSAジャパン社長に就任

2021年7月より、マセラティジャパン代表取締役、アジアパシフィック(除く中国)統括責任者に就任

現在にいたる。